# Júlia D'Almendra

Júlia D'Almendra

Júlia D'Almendra (Samões, Vila Flor, 3 de outubro de 1904 – Lisboa, 22 de setembro de 1992) foi uma musicóloga, pedagoga e violinista portuguesa.
| “ | Se o canto humano não é senão o eco dos cantos celestiais, o canto gregoriano terá sempre o dom supremo de transformar cada tempo em paraíso. | ” |

Deu um enorme contributo na divulgação do canto gregoriano em Portugal, sendo da sua responsabilidade a fundação da primeira escola de música sacra de nível superior, e também, do órgão como instrumento artístico, tendo trazido para Portugal notáveis organistas como J. Gajard, Jean Guillou e J. Chailley.

## Formação em Lisboa
Estudou no Conservatório Nacional de Lisboa onde fez o curso superior de violino na classe do professor Alexandre de Bettencourt e Vasconcelos . Acabou por abandonar a carreira de violinista nos anos 30, quando iniciou os seus estudos na música da Idade Média e no Renascimento. 

## O primeiro contacto com o canto gregoriano
Nos primeiros anos da década de 40, Solange Corbin esteve em Portugal, onde iniciou uma importante pesquisa sobre as fontes documentais mais antigas da música gregoriana nos arquivos de igrejas e conventos. Teve a oportunidade de estudar com esta musicóloga francesa, após assistir a uma conferência dada por esta no Instituto Francês, que a influenciou profundamente. Prosseguiu os seus estudos com os padres Inácio Aldasoro e Pascal Piriou, professores no Seminário dos Olivais, em Lisboa.

## Estudos em Paris
No ano de 1946, parte para Paris como bolseira do governo francês, onde permanece até 1950. Nesta cidade, estuda na Sorbonne e no Instituto Gregoriano de Paris. Em 1948 apresenta a sua tese de licenciatura "Les modes grégoriens dans l'ouvre de Claude Debussy", que foi considerada pela crítica internacional como sendo uma importante contribuição para o conhecimento da obra deste compositor francês.

## A divulgação do canto gregoriano em Portugal
Regressa a Portugal em 1950 e, em abril, organiza em Fátima a I Semana Gregoriana e Litúrgica, que contou com uma participação de centena e meia de alunos. Paralelamente organizou também as Jornadas Gregorianas em todas as dioceses do País.
No ano de 1951 funda a Liga dos Amigos do Canto Gregoriano e em março de 1953, sob o patrocínio do Instituto de Alta Cultura, funda o Centro de Estudos Gregorianos, a primeira escola de música sacra de nível superior em Portugal. Fez parte do corpo docente e, com a estatização desta escola em 1976 (pedida por Júlia D'Almendra), fez parte da Comissão Instaladora do Instituto Gregoriano de Lisboa, até à data em que foi reformada, devido à sua idade avançada. Apesar de já não poder lecionar na escola que tinha fundado, continuou a sua atividade de investigadora até à data da sua morte.

## Reconhecimento
Em 1958, foi agraciada pelo Governo Francês com a "Cruz de Cavaleiro das Palmas Académicas" pela sua investigação musicológica sobre Debussy e Gabriel Fauré.
Foi condecorada pelo Vaticano com a medalha "Pro Eclesia" no 25º Aniversário das Semanas Gregorianas. 
A 19 de setembro de 1984, foi agraciada com o grau de Comendador da Ordem da Instrução Pública.
Em 1988 foi homenageada por um grupo de amigos e antigos alunos, com a criação do "Centro Ward de Lisboa - Júlia D'Almendra".
Já postumamente, foi homenageada em 1992 pela Associação Portuguesa dos Amigos do Órgão de Igreja.